# Markgrafschaft Burgau

Wappen der Markgrafschaft Burgau

Die Markgrafschaft Burgau war ein Territorium des Heiligen Römischen Reiches in Schwaben, dessen Hauptort zunächst Burgau, später Günzburg war.

## Geschichte
Die Markgrafschaft Burgau war dem Herzogtum Schwaben zugehörig. Dieses verwaiste mit der Hinrichtung des Staufers Konradin im Jahr 1268. Auf Reichsebene bestand bis zum 1. Oktober 1273 die Phase des Interregnums. Der dann gewählte König Rudolf I. von Habsburg plante, die vakanten schwäbischen Gebiete für sein Herrscherhaus zu sichern, löste aber mit seiner Erwerbspolitik Widerstand der heimischen Adelsfamilien aus. Es gelang nicht, die erworbenen habsburgischen Besitzungen in Schwaben zu einem Territorium zu vereinen.

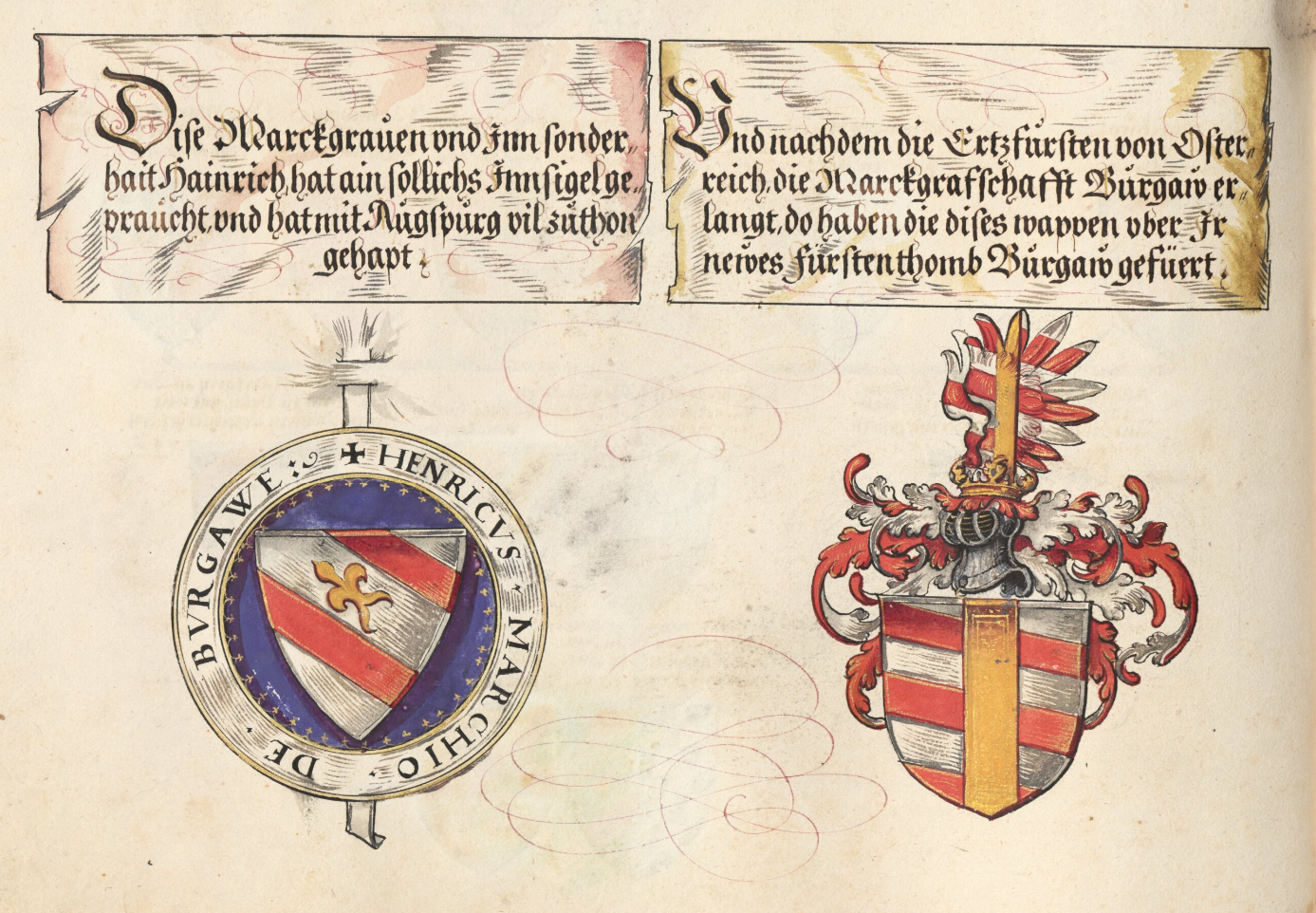
Links das Wappen der Grafen von Berg-Burgau, rechts das spätere Wappen der Markgrafschaft Burgau unter Habsburgischer Herrschaft – aus dem „Ehrenspiegel des Hauses Österreich“ von 1559

Um 1301 übergab Heinrich III., der letzte Burgauer Markgraf aus dem Hause Berg, die Markgrafschaft an die Habsburger und ging, nicht genau datierbar, als Laienbruder ins Kloster St. Katharina (Augsburg). Im Nekrolog des Klosters ist er zu seinem Tod an einem 12. Dezember als Frater Heinrich vermerkt. Ursächlich für die Übergabe war vermutlich die schwierige wirtschaftliche Lage von Heinrich III. König Albrecht I. übertrug das Reichslehen an seine Söhne, die Herzöge von Österreich. Der Gattin Heinrichs kauften die Habsburger deren Eigenbesitz (Allodien) ab. Innerhalb des Gebietes der Markgrafschaft wiederum waren verschiedene Rechtstitel vergeben worden: Allod, Reichslehen, Grundherrschaft und Vogtei.
Die geografische Lage des Burgauer Besitztums erzeugte latente Spannungen, resultierend aus Expansionsbestrebungen der Wittelsbacher in Bayern, welche die Markgrafschaft Burgau gerne zur Arrondierung ihrer Besitztümer in Schwaben für sich gewinnen wollten. Eine Belagerung Burgaus Ende 1324 brach Ludwig der Bayer im Januar 1325 erfolglos ab. Einen Verkauf an Bayern im Jahr 1418 verhinderte die Reichsstadt Augsburg zusammen mit Ulm und anderen schwäbischen Städten.
Burgau konnte auch in späterer Zeit stets auf die Bereitschaft der Reichsstädte Augsburg und Ulm, den Augsburger Bischof und auch das Haus Fugger zählen, wenn es galt, die Gelüste bayerischer Herzöge nach Landgewinn westlich des Lechs im Zaum zu halten (Siehe auch Schwäbischer Bund).
Geldnöte der Habsburger führten ab Mitte des 14. Jahrhunderts dazu, dass die Markgrafschaft oder einzelne ihrer Teile mehrfach verpfändet wurde. Die letzte Verpfändung (an das Hochstift Augsburg) endete 1559.
Vorderösterreich war 1522 an Kaiser Ferdinand I. gefallen. Nach dessen Tod übernahm sein Sohn Ferdinand von Tirol diesen Besitz. Als dieser 1595 starb, ging die Herrschaft an Kaiser Rudolf II. über. Er vertraute vertraglich 1605 dem Erzherzogssohn Karl von Österreich-Burgau, der aus der Ehe mit der Augsburger Bürgerstochter Philippine Welser hervorgegangen war, unter anderem die Markgrafschaft Burgau an. Karl führte von 1609 bis 1618 als Letzter den Titel des Markgrafen.

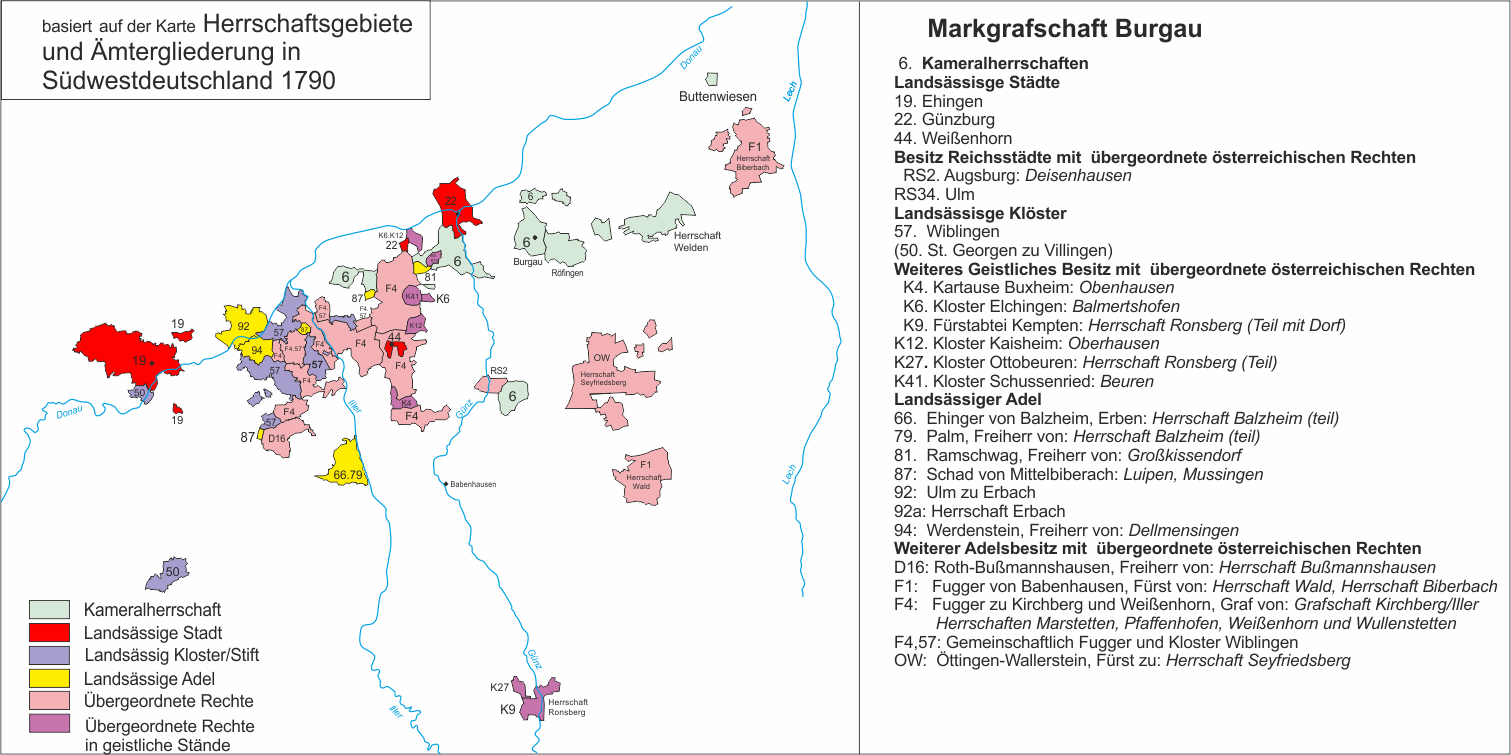
Markgrafschaft Burgau um 1790

Mit seinem Ableben ging die Herrschaft an die in Tirol regierenden Habsburger zurück. Als diese Linie des Herrscherhauses 1665 ausstarb, war für die Geschicke der Markgrafschaft Burgau der Hof in Wien zuständig. Der Landvogt residierte in Günzburg.
Später wurde die Grafschaft in das Oberamt Günzburg eingegliedert. Im Frieden von Pressburg (1805) musste das gegen Napoleon und dessen Verbündete unterlegene Kaisertum Österreich akzeptieren, dass das Territorium zum Bestandteil des neuen Königreichs Bayern wurde. Das Wappen der Markgrafschaft Burgau war von 1835 bis 1923 Bestandteil des bayerischen Wappens.

## Grundherrschaft

### Verwaltungsgliederung
- Oberamt Günzburg
  - Vogteibezirk Ellzee
  - Vogteibezirk Burgau
  - Vogteibezirk Biburg
  - Vogteibezirk Buttenwiesen
  - Vogteibezirk Holzheim

## Markgrafen von Burgau
- Heinrich I. von Burgau († 1241)
- Heinrich II. von Burgau († 1293/94)
- Heinrich III. von Burgau († an einem 12. Dezember nach 1301)
- Karl von Burgau (1560–1618)